# Mayoi Neko Overrun!
Mayoi Neko Overrun! (迷い猫オーバーラン!?, Mayoi Neko Ōbāran!) è una serie di light novel scritta da Tomohiro Matsu e illustrata da Peco per i primi nove volumi e da vari artisti per i volumi successivi. Dodici volumi sono stati pubblicati da Shūeisha sotto l'etichetta Super Dash Bunko. Un adattamento a manga disegnato da Kentarō Yabuki ha iniziato la serializzazione sulla rivista per manga shōnen Jump Square il 4 gennaio 2010. In questo adattamento, molti personaggi della precedente opera di Yabuki, To Love-Ru, fanno un'apparizione cameo. Una serie televisiva anime basata sulla serie di romanzi è stata trasmessa dal 6 aprile 2010.

## Significato del titolo
Mayoi Neko è traducibile in Gatto randagio, riferendosi al nome del cafè attorno al quale la storia si sviluppa, e alludendo agli orfani e altri personaggi "randagi" che vengono accolti lì. Gatto randagio è anche il nome di un club scolastico nella serie che aiuta le persone.

## Trama
Takumi Tsuzuki è un orfano che trascorre le sue giornate con la sua amica d'infanzia Fumino Serizawa presso il cafe Gatti randagi e con i suoi amici, nell'Accademia Umenomori. Un giorno, la sua sorellastra maggiore Otome porta a casa sua e di Takumi una strana ragazza, Nozomi Kiriya, lasciandola vivere con loro. E quando altri amici - Chise Umenomori costituisce un club dei Gatti randagi che aiuta le persone, la vita di Takumi si riempie delle sue attività.

## Personaggi

Alcuni dei personaggi della serie. Da sinistra Ieyasu Kikuchi, Daigorō Kōya, Nozomi Kiriya, Takumi Tsuzuki e Fumino Serizawa

### Principali
Takumi Tsuzuki (都築 巧?, Tsuzuki Takumi)
Doppiato da: Nobuhiko Okamoto (presente); Minako Kotobuki (bambino)
Fumino Serizawa (芹沢 文乃?, Serizawa Fumino)
Doppiata da: Kanae Itō
Nozomi Kiriya (霧谷 希?, Kiriya Nozomi)
Doppiata da: Ayana Taketatsu
Chise Umenomori (梅ノ森 千世?, Umenomori Chise)
Doppiata da: Yuka Iguchi

### Secondari
Otome Tsuzuki (都築 乙女?, Tsuzuki Otome)
Doppiata da: Satomi Satō
Kanae Naruko (鳴子 叶絵?, Naruko Kanae)
Doppiata da: Yui Horie
Ieyasu Kikuchi (菊池 家康?, Kikuchi Ieyasu)
Doppiato da: Hiroyuki Yoshino
Daigorō Kōya (幸谷 大吾郎?, Kōya Daigorō)
Doppiato da: Junji Majima
Kaho Chikumaen (竹馬園 夏帆?, Chikumaen Kaho)
Doppiata da: Yukari Tamura
Satō & Suzuki (佐藤 & 鈴木?)
Doppiate da: Rina Satō e Satomi Arai (rispettivamente)
Tamao Fujino (藤野 珠緒?, Fujino Tamao)
Doppiata da: Yuuka Nanri
Kokoro Towano (十和野 心?, Towano Kokoro)

## Media

### Anime

#### Colonna sonora
Sigle di apertura
- Happy New Nyaa (はっぴぃ にゅう にゃあ ?  lett. Felice nuovo meow), interpretata da Kanae Itō, Yuka Iguchi e Ayana Taketatsu
- GO! Grand Braver! (GO! グランブレイバー!?), interpretata da Yoshiki Fukuyama (episodio 7)

Sigle di chiusura
- Ichalove Come Home! (イチャラブ Come Home!?), interpretata da Kanae Itō, Yuka Iguchi e Ayana Taketatsu
- Mayoi Neko Dokokai no Uta (迷い猫同好会の歌?, Mayoi Neko Dōkōkai no Uta, lett. La canzone del club dei gatti randagi), interpretata da Kanae Itō, Yuka Iguchi e Ayana Taketatsu (episodio 6)
- Kanadete Hoshi Uta (奏でて星歌?), interpretata da Hitomi Mieno (episodio 7)
- Thank You Bloomer ~Arigatō no Kimochi~ (サンキュー・ブルマ～ありがとうのキモチ～?, Sankyū buruma ~arigatō no kimochi~), interpretata da Umenomori Gakuen Bloomer Ha no Minna-san (episodio 11)

Brani inseriti
- Thank You Bloomer ~Arigatō no Kimochi~ (サンキュー・ブルマ～ありがとうのキモチ～?, Sankyū buruma ~ arigatō no kimochi ~), interpretata da Umenomori Gakuen Bloomer Ha no Minna-san (episodio 11)
- Heart no Spats ni (ハートのスパッツに?, Hāto no supattsu ni), interpretata da Umenomori Gakuen Spats Ha no Minna-san (episodio 11)